# 自動開傘索
自動開傘索（じどうかいさんさく、英語: Static line）は、パラシュートを開くメカニズムの一つ。

## 実施要領
自動開傘索は、1930年代より、空挺部隊の標準的パラシュート技術とされている。この方法を用いる場合、輸送機の貨物室には、天井に沿うようにアンカーケーブルが張り渡される。降下する空挺兵は、それぞれのパラシュートのリップコード（開き綱）をこのケーブルに長い紐（自動索）で取り付けておく。空挺兵が輸送機から跳び出すと、2－3秒程度の自由落下ののち、畳んであった自動索が目一杯伸びて（通常は約300メートル）ピンと張った時点でパラシュートがパックから引き出されて、自動的に開傘することになる。
陸上自衛隊の場合、訓練では高度300メートル程度から降下しているが、実戦では高度150メートル程度からの降下も想定されており、この場合には予備傘は使えなくなる。開傘時の衝撃は6G、また開傘後の降下速度も約5メートル毎秒に達し、着地の際には、3.5メートルの高さから飛び降りたのと同程度の衝撃を受けることになる。このような衝撃を緩和するため、着地時には五点接地が行われる。
自動開傘索による降下は、友軍が制空権を確保している地域に大部隊を展開する場合にほぼ限定されている。これは、上記のような降下・着地の際の危険に加えて、部隊の分散を避けられないという問題点にも起因する。自動開傘索で用いるパラシュートは機動力に限界があり、風に流されやすいため、降着地帯（DZ）周辺に分散することも多い。例えば1944年のノルマンディー上陸作戦において、連合国軍がエアボーン戦術を実施した際には、空挺兵はDZから何キロも離れた地点に散らばってしまい、何百という少人数の部隊が敵戦線の後方を彷徨って、偶然出会った人員が合流して急ごしらえの部隊を編成する状況となった。このように広く分散したことでドイツ国防軍を混乱させて反撃作戦を妨害するという結果にはなったものの、空挺部隊が本来の戦力を発揮できるようになるまでには時間がかかった。また1989年のパナマ侵攻の際にも、アメリカ軍によって大規模な自動開傘索降下が行われたが、やはり部隊が分散し、集結に数時間を要した。

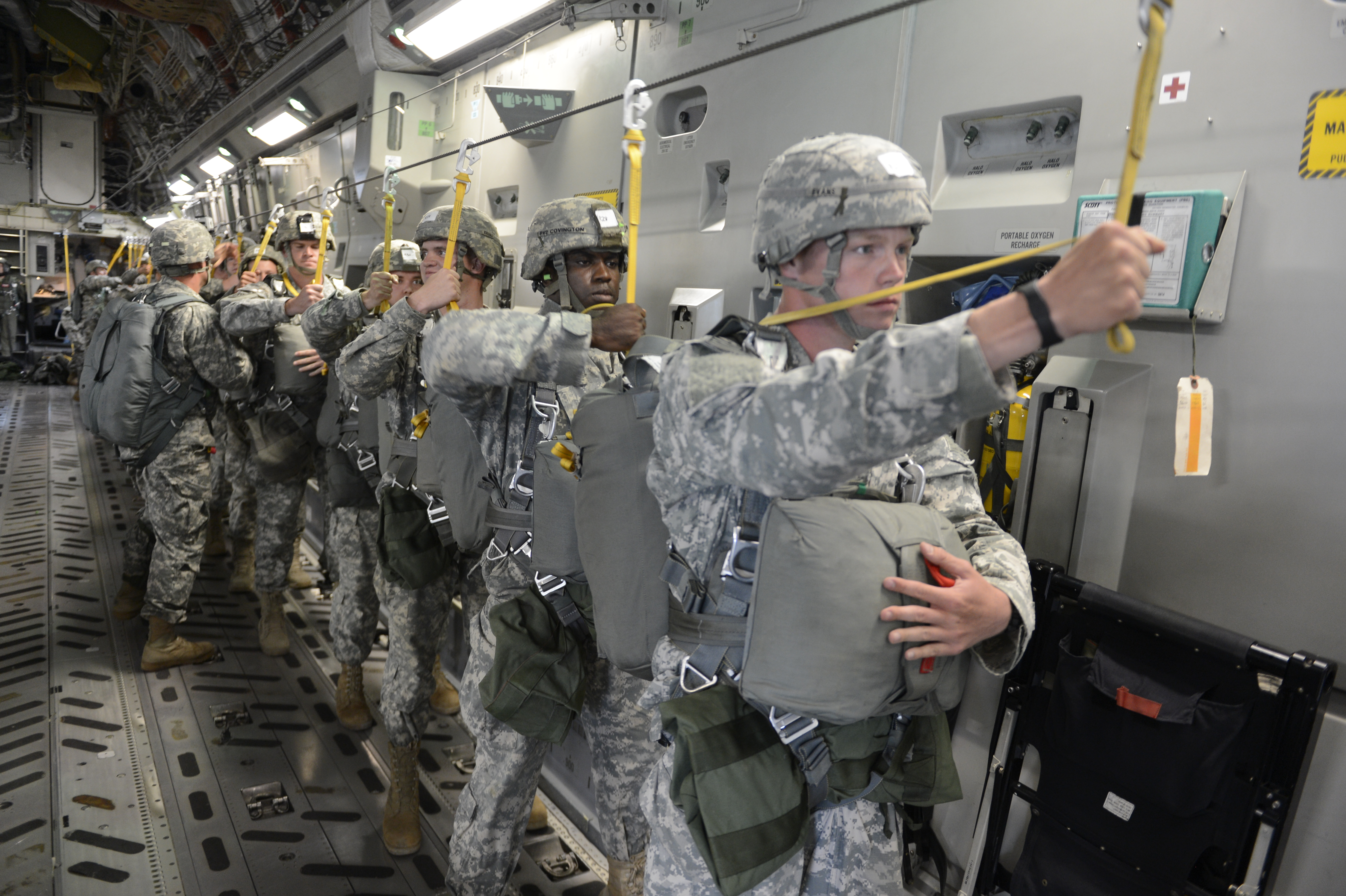
アンカーケーブルに黄色い自動索をつないで待機する、アメリカ陸軍第82空挺師団の空挺兵
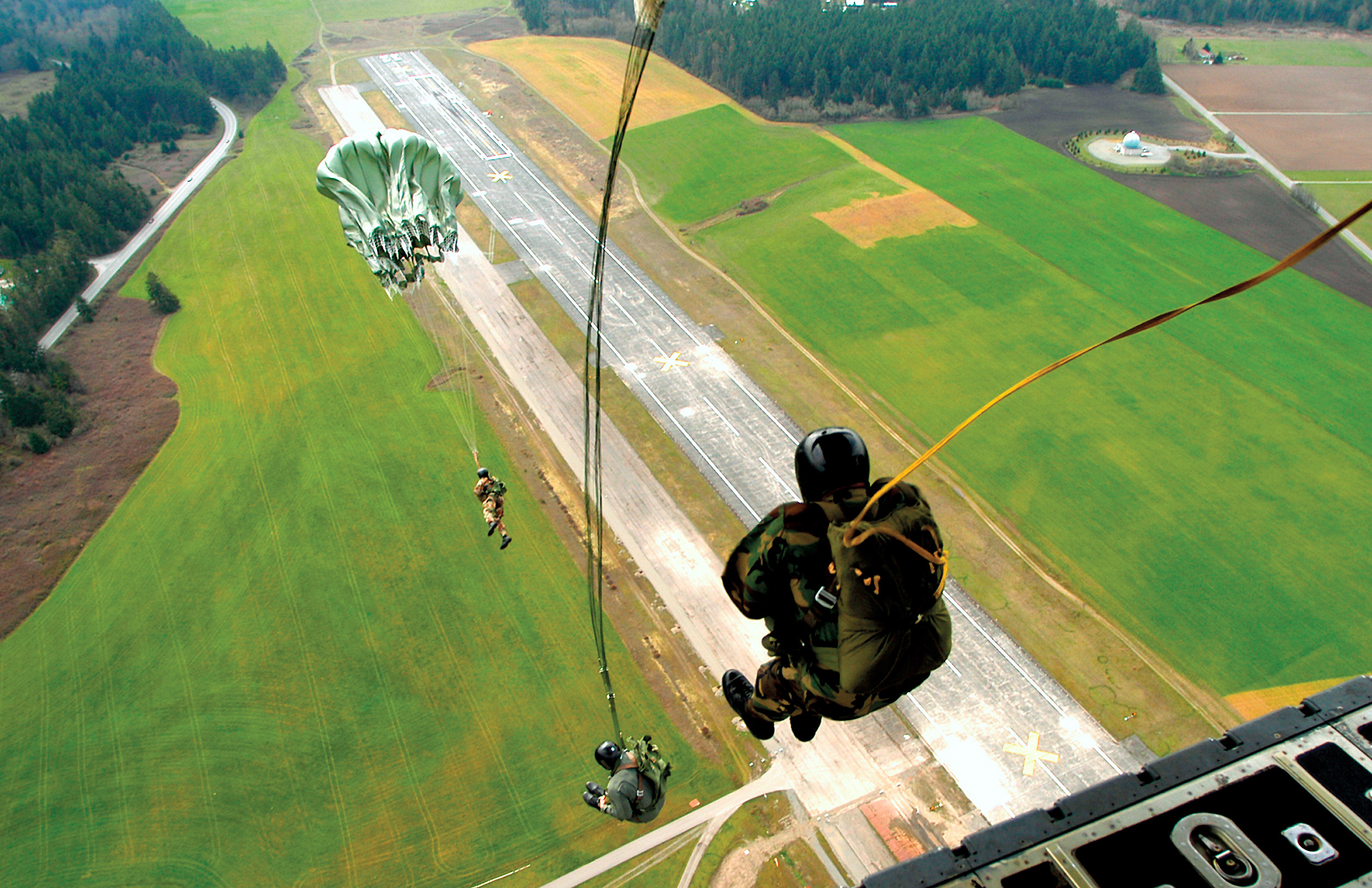
黄色い自動索を曳いた状態で降下する、アメリカ海軍爆発物処理チーム（EODMU）の兵士
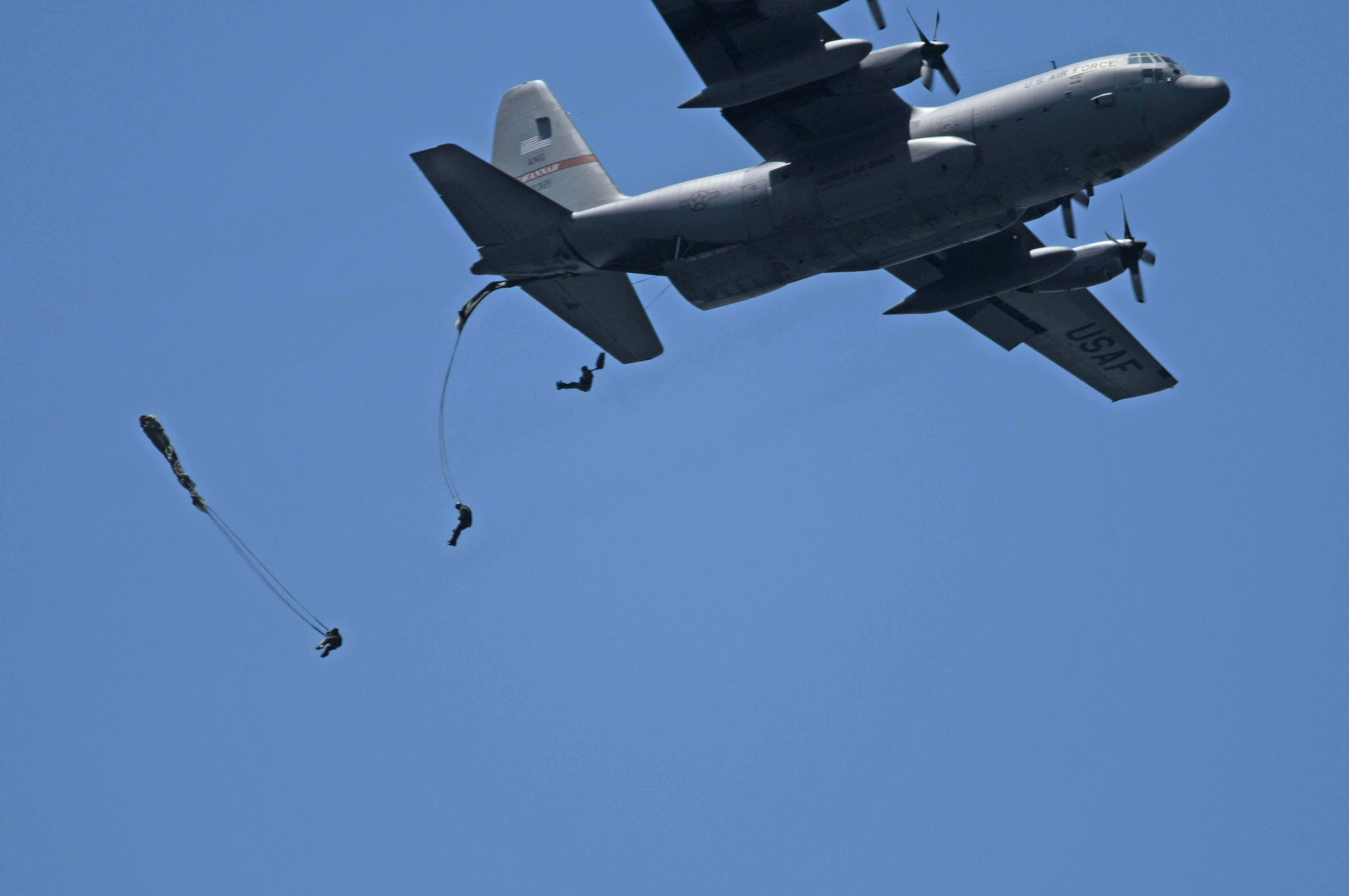
C-130輸送機から自動開傘索降下を行うNavy SEALs隊員
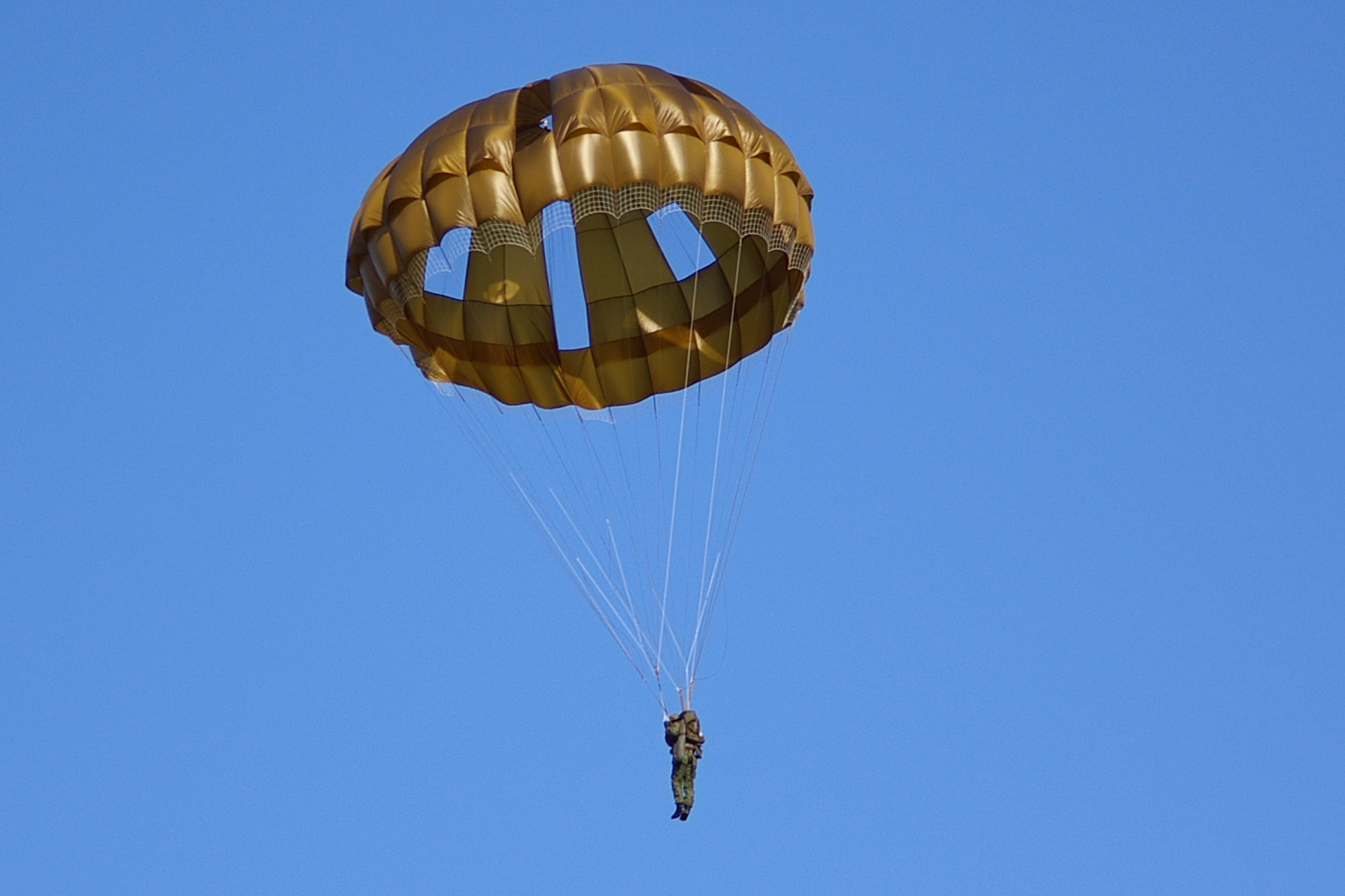
空挺傘696MIにより降下する自衛官

## 陸上自衛隊での使用機材
- 60式空挺傘
- 空挺傘696MI
- 13式空挺傘